# Bálint Magosi
Bálint Magosi (ungarisch Magosi Bálint; * 15. August 1989 in Dunaújváros) ist ein ungarischer Eishockeyspieler, der seit 2021 erneut bei Fehérvár AV19 in der Österreichischen Eishockey-Liga unter Vertrag steht.

## Karriere

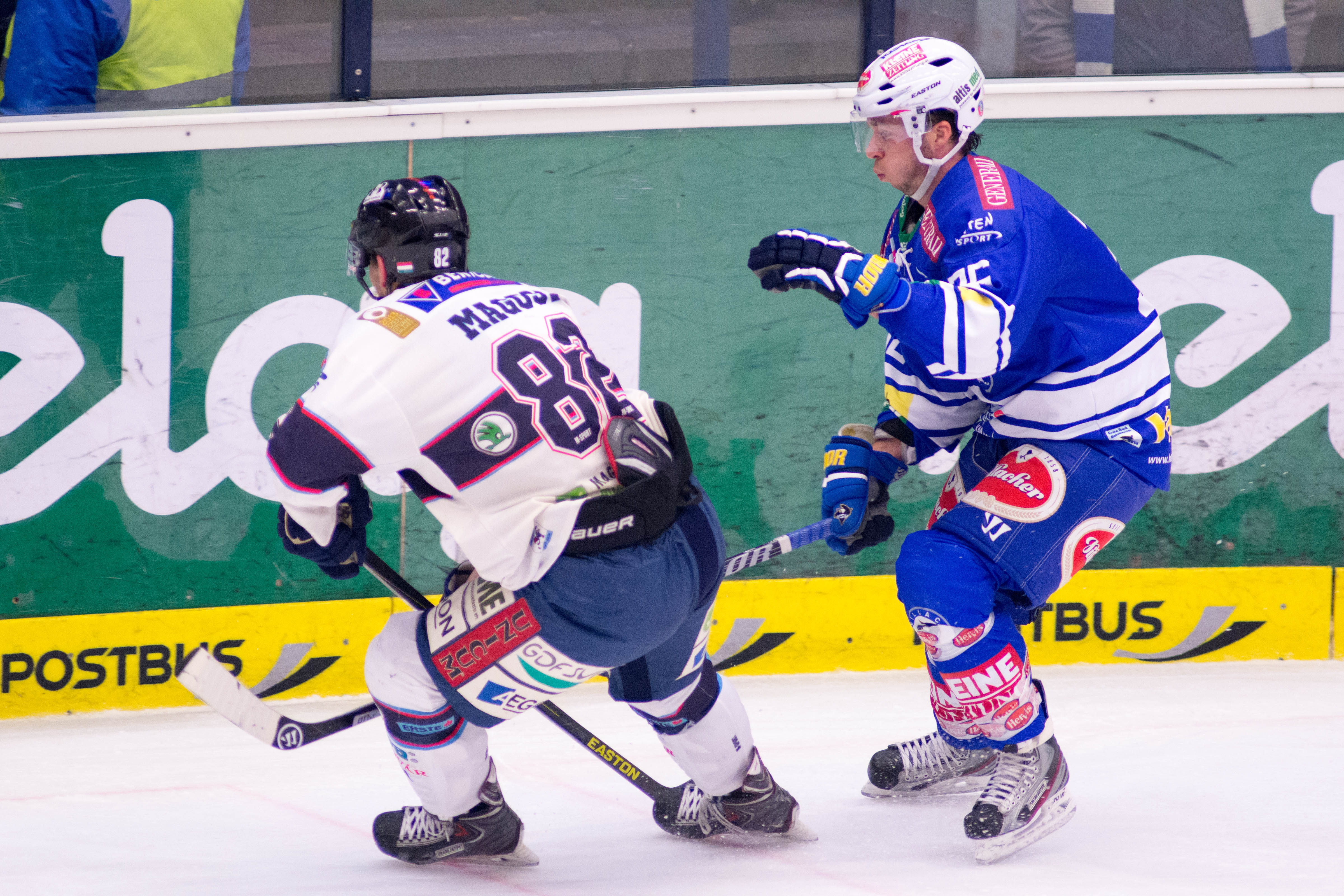
Bálint Magosi (Nr. 82, li.) und Marco Pewal (re.), (Dez. 2013)

Bálint Magosi begann seine Karriere als Eishockeyspieler in der Jugend von Dunaújvárosi Acélbikák, für dessen Profimannschaft er von 2006 bis 2011 in der ungarischen Eishockeyliga aktiv war. Ab 2008 spielte er parallel in der multinationalen MOL Liga, die er mit seiner Mannschaft 2010 gewann. Anschließend wechselte der Nationalspieler im Sommer 2011 zu Alba Volán Székesfehérvár, mit dem er bis 2015 in der Österreichischen Eishockey-Liga spielte. 2012 stand er auch bei den Playoffs der ungarischen Liga in der zweiten Mannschaft auf dem Eis und wurde so Landesmeister. Nachdem er die Spielzeit 2015/16 bei den Diables Rouges de Briançon in der französischen Ligue Magnus verbracht hatte, kehrte er nach Ungarn zurück und spielt anschließend bis 201 für den DVTK Jegesmedvék. Zunächst gehörte der Klub der MOL Liga an, die Magosi mit der Mannschaft 2017 ebenso wie die ungarische Meisterschaft gewann. 2018 wurde der Klub in die slowakische Extraliga aufgenommen, Magosi agierte in dieser Zeit als Mannschafts- und Assistenzkapitän der Eisbären. 2021 kehrte er zu Alba Volán Székesfehérvár in die österreichische Eishockey-Liga zurück.

### International
Für Ungarn nahm Magosi im Juniorenbereich an den U18-Weltmeisterschaften 2006 in der Division I und 2007 in der Division II sowie den U20-Weltmeisterschaften 2007 in der Division II und 2008 in der Division I teil.
Im Seniorenbereich stand er im ungarischen Aufgebot bei den Weltmeisterschaften der Division I 2010, 2011, 2012, 2013, 2014, 2015, 2017, 2018, 2019 und 2022. Bei der Weltmeisterschaft 2016 spielte er mit den Magyaren erstmals in der Top-Division. Zudem stand er bei den Qualifikationsturnieren für die Olympischen Winterspiele 2014 in Sotschi und 2022 in Peking auf dem Eis.

## Erfolge und Auszeichnungen
- 2007 Aufstieg in die Division I bei der U18-Weltmeisterschaft der Division II, Gruppe A
- 2010 Gewinn der MOL Liga mit Dunaújvárosi Acélbikák
- 2012 Ungarischer Meister mit Alba Volán Székesfehérvár
- 2015 Aufstieg in die Top-Division bei der Weltmeisterschaft der Division I, Gruppe A
- 2017 Gewinn der MOL Liga und ungarischer Meister mit dem DVTK Jegesmedvék
- 2022 Aufstieg in die Top-Division bei der Weltmeisterschaft der Division I, Gruppe A

## Statistik
(Stand: Ende der Saison 2022/23)